# Volvo ES90
La Volvo ES90 (nome in codice interno V551) è una berlina di grandi dimensioni commercializzata dalla casa automobilistica svedese Volvo dal 2025.
Presentata ufficialmente il 5 marzo 2025, la ES90 si basa sulla piattaforma SPA2 dedicata ai veicoli Volvo di fascia alta, come la SUV EX90 e la Polestar 3.
La vettura possiede un coefficiente di resistenza aerodinamica di 0,25, migliorando l'efficienza energetica e l'autonomia di guida. Il sistema elettrico è dotato di un sistema di ricarica da 800 V, che può aggiungere 300 km di autonomia in 10 minuti con caricabatterie rapidi CC da 350 kW.